# Njallajávrrie (Arvidsjaurs socken, Lappland, 729740-168822)
Njallajávrrie är en sjö i Arvidsjaurs kommun i Lappland och ingår i Piteälvens huvudavrinningsområde. Sjön har en area på 0,877 kvadratkilometer och ligger 295 meter över havet. Sjön avvattnas av vattendraget Njallejaurbäcken.

## Delavrinningsområde
Njallajávrrie ingår i det delavrinningsområde (730039-168477) som SMHI kallar för Utloppet av Njallejaure. Medelhöjden är 350 meter över havet och ytan är 16,05 kvadratkilometer. Det finns ett avrinningsområde uppströms, och räknas det in blir den ackumulerade arean 55,36 kvadratkilometer. Njallejaurbäcken som avvattnar avrinningsområdet har biflödesordning 3, vilket innebär att vattnet flödar genom totalt 3 vattendrag innan det når havet efter 136 kilometer. Avrinningsområdet består mestadels av skog (67 procent) och sankmarker (25 procent). Avrinningsområdet har 1,02 kvadratkilometer vattenytor vilket ger det en sjöprocent på 6,3 procent.